# Casimir Reuterskiöld
Ludvig Casimir Reuterskiöld (* 14. September 1883 in Ljusdal; † 25. Dezember 1953 in Stockholm) war ein schwedischer Sportschütze.

## Erfolge
Casimir Reuterskiöld nahm an den Olympischen Spielen 1920 in Antwerpen in zwei Disziplinen teil. Mit der Freien Pistole erreichte er mit 464 Punkten im Einzel den achten Platz. Noch erfolgreicher verlief die Mannschaftskonkurrenz, in der er gemeinsam mit Sigvard Hultcrantz, Anders Andersson, Anders Johnsson und Gunnar Gabrielsson insgesamt 2289 Punkte erzielte. Damit gewann die schwedische Mannschaft hinter der US-amerikanischen und vor der brasilianischen Mannschaft die Silbermedaille. Bei Weltmeisterschaften gewann Reuterskiöld 1913 in Camp Perry mit der Freien Pistole jeweils die Bronzemedaille im Einzel und im Mannschaftswettbewerb.
Reuterskiöld war Major der schwedischen Armee.